# 1-й эстонский рабочий стрелковый полк
1-й эсто́нский рабо́чий стрелко́вый полк (известный также под неофициальным названием «Таллинский рабочий полк») — воинское формирование народного ополчения Эстонской ССР, созданное в августе 1941 года и участвовавшее в обороне Таллина.

## Формирование
1-й эстонский рабочий стрелковый полк был создан в Таллине на основе созданных в начале Великой Отечественной войны истребительных батальонов ЭстССР, его основой стал Таллинский истребительный батальон.
Поскольку с 1 июля 1941 года все части народного ополчения ЭстССР были переведены на положение частей РККА, полк формировался по штатам стрелкового полка РККА. Полк был поставлен на армейское довольствие, получил армейский технический и медицинский персонал, автотранспорт, а личный состав был переведён на казарменное положение и проходил боевую подготовку по армейским нормативам.
Значительную помощь в организации, снабжении и обеспечении полка оказали партийные и советские органы ЭССР (правительство ЭССР, Таллинский городской комитет КПЭ и Таллинский городской совет).
На должность командира полка был назначен коммунист, капитан пограничных войск М. Ф. Пастернак (ранее бывший командиром Таллинского истребительного батальона), комиссаром стал секретарь ЦК ЛКСМ Эстонии Ф. В. Окк. В состав полка вошли три стрелковых батальона, пулемётная рота и миномётная рота.
Из 1500 человек личного состава около 1000 составляли жители Таллина (большинство из которых составляли рабочие таллинских предприятий; также среди ополченцев было немало коммунистов).

## Деятельность
Полк воевал на юго-восточных подступах к Таллину и в основном действовал против 217-й немецкой пехотной дивизии.
В середине августа 1941 года по представлению Президиума Верховного Совета Эстонской ССР были награждены 33 наиболее отличившихся бойца и командира истребительных батальонов и подразделений народного ополчения ЭССР. Одним из награждённых стал М. Ф. Пастернак, который был награждён орденом Ленина.
19 августа 1941 года полк на автомашинах и в пешем порядке был переброшен из района мызы Перила — Пикавере на новые позиции и с утра 20 августа 1941 занял участок обороны на рубеже мыс Кивилоо — посёлок Метсанурга. В этот же день, 20 августа 1941 года, полк был атакован во фланг со стороны Раазику наступавшими частями 217-й немецкой пехотной дивизии. После окончания немецкой атаки позиции полка начала обстреливать немецкая артиллерия и миномёты, после окончания артиллерийско-миномётного обстрела по позициям полка нанесли удар немецкие бомбардировщики.
После 21 августа 1941 года полк отбивал по несколько атак в день, с 23 августа 1941 года полк был введён в бой в полном составе.
Утром 23 августа 1941 года в бою у совхоза «Пенинги» погиб комиссар полка Ф. В. Окк, 24 августа 1941 года в бою у хутора Лооперн (когда полк был почти полностью окружён и пошёл на прорыв) погиб командир полка М. Ф. Пастернак.
25 августа 1941 года под давлением противника советские войска отошли на главный рубеж обороны, проходивший на ближних подступах к Таллину. Полк через Перила, Пенинги, Раазику и Юлемисте отступил к окраине Таллина и в дальнейшем вёл уличные бои на улицах города и в городской застройке.
26 августа 1941 года полк удерживал позиции между Тартуским шоссе и парком Кадриорг. В этот день, 26 августа в связи с осложнением обстановки на Ленинградском направлении Ставка ВГК приняла решение о эвакуации флота и войск из Таллина, а главнокомандующий Северо-Западного направления К. Е. Ворошилов отдал приказ о эвакуации Таллина, переходе Балтийского флота в Кронштадт и использовании войск из Таллина для усиления обороны Ленинграда.
В первой половине дня 27 августа 1941 года советские войска получили приказ перейти в контратаки, а к 12 часам 27 августа 1941 — приказ на отход к побережью для посадки на корабли, которые 27 — 30 августа 1941 года совершили прорыв в Кронштадт (хотя следует учесть, что часть раненых бойцов полка вместе с ранеными из других частей, оборонявших город, эвакуировали на кораблях в Кронштадт и Ленинград в период с 5 по 28 августа 1941 года — до начала прорыва основных сил Балтийского флота из Таллина). Прибывшие войска оказали помощь в обороне Ленинграда.
Позднее эстонский личный состав был в основном передан в качестве пополнения в части 8-го Эстонского стрелкового корпуса РККА.

## Память, отражение в культуре и искусстве
- картина «Таллинский рабочий полк идёт в бой» (1942 год, Р. А. Сагритс, бумага и тушь, 58,6 × 43 см)[13]
- Именем М. Ф. Пастернака 14 мая 1969 года была названа 6-я погранзастава Таллинского погранотряда[14]
- Именем Ф. В. Окка была названа 7-я погранзастава Таллинского погранотряда (в/ч 2198), которая находилась в Таллине, на ул. Нээме[15]